# 10241 Miličević
10241 Miličević
10241 Miličević là một tiểu hành tinh vành đai chính với chu kỳ quỹ đạo là 1943.6177021 ngày (5.32 năm).
Nó được phát hiện ngày 9 tháng 1 năm 1999.